# Peucedanum biebersteinii
Peucedanum biebersteinii är en flockblommig växtart som beskrevs av Johannes Theodor Schmalhausen. Peucedanum biebersteinii ingår i släktet siljor, och familjen flockblommiga växter. Inga underarter finns listade i Catalogue of Life.